# Ilhuícatl-Teoiztac

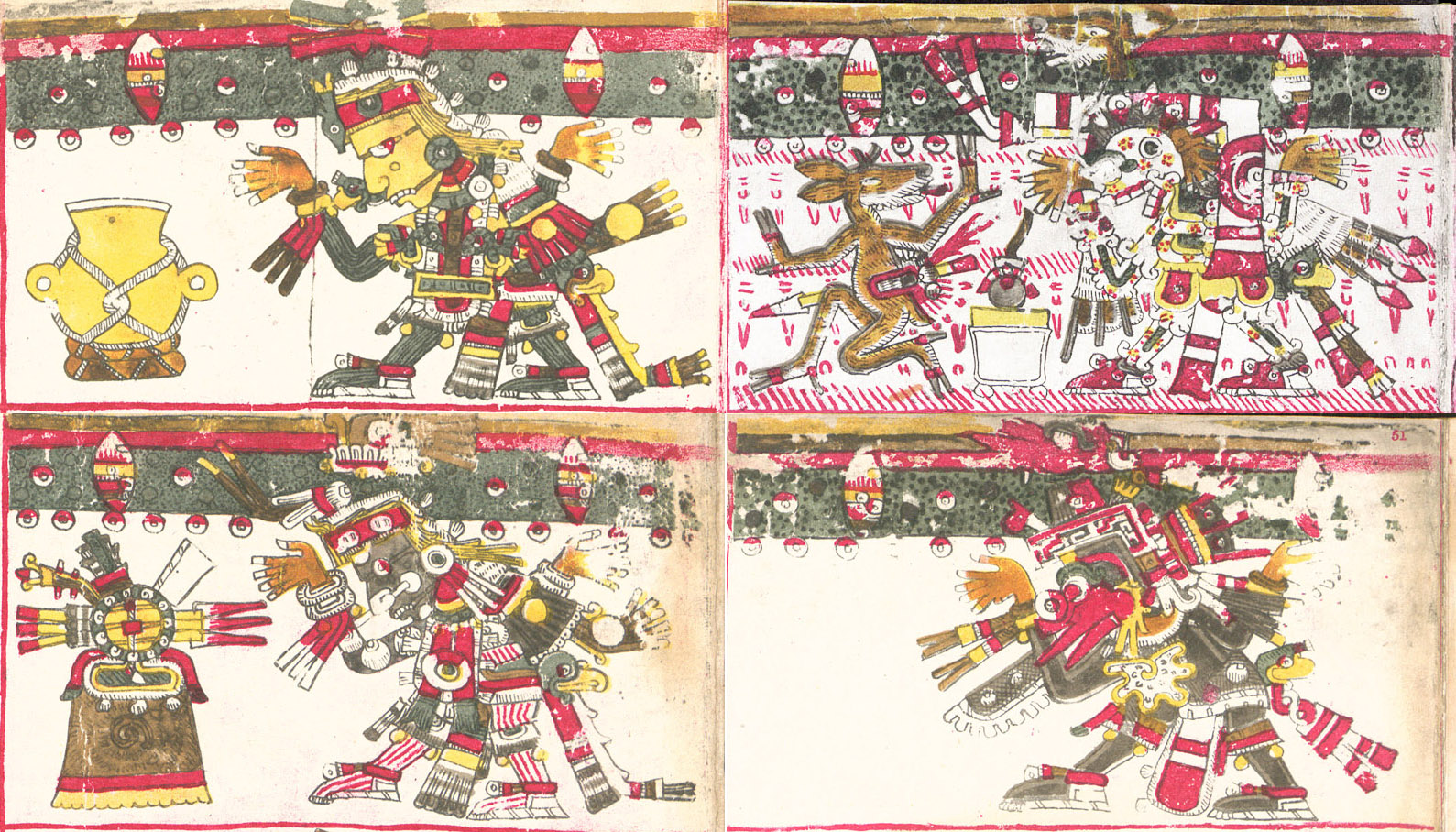
Los cuatro puntos cardinales o reinos del universo horizontal descritos en el Códice Borgia según la Cosmogonía mexica.

Ilhuícatl-Teoiztac (del náhuatl: ilhuicatl-teoiztac ‘el cielo donde (está) el dios blanco’‘ilhuicatl, cielo; teotl, dios; iztac, blanco’) en la mitología mexica es el noveno estrato celeste del universo vertical según la Cosmogonía mexica, es la región blanca, es el sitio donde mora el dios blanco, Quetzalcóatl, y de los espíritus estelares, Tzitzimime.